# Strada europea E653
La strada europea E653 è una strada europea che collega Letenye a Tornyiszentmiklós. Come si evince dalla numerazione, si tratta di una strada di classe B posta nell'area delimitata a nord dalla E60, a sud dalla E70, ad ovest dalla E55 e ad est dalla E65.

## Percorso
La E653 è definita con i seguenti capisaldi di itinerario: "Letenye - Tornyiszentmiklós".